# قوسی-سن-بنوا
قوسی-سن-بنوا (به فرانسوی: Groslée-Saint-Benoit) یک کمون در فرانسه است که در ان (اوورنی-رون-آلپ) واقع شده‌است. قوسی-سن-بنوا ۲۸٫۹۲ کیلومتر مربع مساحت دارد.